# 横州 (辽朝)
横州，中国辽朝时设置的头下军州。
辽圣宗时，国舅萧克忠建头下横州。部下牧人居汉故辽阳县地，因置州城。在辽州西北九十里，西北至上京七百二十里。有横山。二百户，治今辽宁省彰武县苇子沟蒙古族乡土城子村。